# Gaetano Rossi
Pour les articles homonymes, voir Rossi.
Gaetano Rossi (18 mai 1774 - 25 janvier 1855) est un librettiste vénitien d’opéras qui a travaillé avec de nombreux compositeurs dont les plus célèbres sont Mayr, Rossini, Donizetti, Mercadante, Pacini et Meyerbeer.

## Biographie
Né à Vérone le 18 mai 1774, Rossi écrit des poèmes religieux vers l’âge de 13 ans. Il commence à écrire ses premiers livrets d’opéras (surtout des farces au départ) en 1797. En 1810, il est le seul librettiste à être employé à la cour de Napoléon Bonaparte. Il assume également de 1841 à 1847 la direction du Teatro Filarmonico de Vérone.

Après une carrière prolifique de librettiste (il est l’auteur de plus de 120 livrets), il meurt à Vérone le 25 janvier 1855.
Dénués de grandes ambitions littéraires et tendant à la prolixité, ses livrets exploitent néanmoins un éventail très large de sources et introduisent dans l’opéra italien plusieurs thématiques spécifiques au romantisme. Il puise ses sujets aussi bien dans les drames classiques qu’historiques et n’hésite pas à adapter des récits d’origines très diverses (anglaises, espagnoles ou nordiques). Il a contribué à l’évolution de l’opéra italien du début du XIXe siècle en assouplissant les formes qui l’encadraient. Néanmoins, selon R.I. Letellier, ni ses vers, ni le choix de ses sujets n’ont démontré une sensibilité égale et un jugement esthétique aussi sûr que celui de son plus grand rival, Felice Romani.

## Livrets
| Année de création | Nom de l’opéra                                    | Type d’opéra              | Compositeur                   | Notes |
| ----------------- | ------------------------------------------------- | ------------------------- | ----------------------------- | --- |
| 1797              | Carolina e Mexicow                                | Tragedia per musica       | Niccolò Antonio Zingarelli    | |
| 1798              | Che originali                                     | Farsa per musica          | Simon Mayr                    | |
| 1798              | Amore e paura                                     | Farsa per musica          | Vittorio Trento               | |
| 1799              | Le quattro mogli                                  | Dramma giocoso per musica | Gaetano Marinelli             | |
| 1799              | Adelaide di Guesclino                             | Dramma di sentimento      | Simon Mayr                    | |
| 1799              | Labino e Carlotta                                 | Farsa per musica          | Simon Mayr                    | |
| 1799              | Il sarto di Milano                                | Farsa giocosa per musica  | Vincenzo Fiocchi              | |
| 1799              | L’accademia in musica                             | Farsa giocosa per musica  | Simon Mayr                    | |
| 1799              | Antigona                                          | Dramma per musica         | Francesco Basili              | |
| 1799              | Il ratto delle Sabine                             | Dramma per musica         | Niccolò Antonio Zingarelli    | |
| 1799              | La pazza giornata, ovvero Il matrimonio di Figaro | Dramma comico per musica  | Marcos Portugal               | |
| 1800              | Adelaide di Guesclino                             | Dramma di sentimento      | Francesco Gnecco              | Reprise du livret mis en musique par Simon Mayr en 1799 |
| 1800              | Gli sciti                                         | Dramma per musica         | Simon Mayr                    | |
| 1800              | La locandiera                                     | Farsa giocosa per musica  | Simon Mayr                    | |
| 1800              | I due cognomi                                     | Farsa giocosa per musica  | Vittorio Trento               | |
| 1801              | Gli sposi infatuati                               | Farsa giocosa per musica  | Sebastiano Nasolini           | |
| 1801              | Ginevra di Scozia                                 | Dramma eroico per musica  | Simon Mayr                    | |
| 1801              | I virtuosi                                        | Farsa giocosa             | Simon Mayr                    | |
| 1801              | Argene                                            | Dramma eroica             | Simon Mayr                    | |
| 1801              | Adelaide e Tebaldo                                | Dramma sentimentale       | Raffaele Orgitano             | |
| 1802              | Ginevra di Scozia                                 | Dramma eroico per musica  | Giuseppe Mosca                | Reprise du livret mis en musique par Simon Mayr en 1801 |
| 1802              | La Giulietta                                      | Dramma semi-serio         | Giuseppe Farinelli            | |
| 1802              | Pamela                                            | Farsa in musica           | Giuseppe Farinelli            | |
| 1803              | Chi la durá la vince                              | Farsa giocosa per musica  | Giuseppe Farinelli            | Reprise du livret mis en musique par Simon Mayr en 1800 sous le titre La locandiera |
| 1803              | Il ventaglio                                      | Farsa comica in musica    | Giuseppe Farinelli            | |
| 1803              | I riti d'Efeso                                    | Dramma eroica             | Giuseppe Farinelli            | |
| 1804              | Arsace e Semira                                   | Dramma eroico in musica   | Francesco Gnecco              | |
| 1804              | Il sordo                                          | Farsa comica in musica    | Ignazio Girace                | |
| 1804              | Pamela nubile                                     | Farsa in musica           | Pietro (Mercandetti) Generali | |
| 1804              | La calzolaia                                      | Farsa comica in musica    | Pietro (Mercandetti) Generali | |
| 1804              | Elisa                                             | Dramma sentimentale       | Simon Mayr                    | |
| 1805              | Ginevra di Scozia                                 | Dramma eroico per musica  | Marcos Portugal               | Reprise du livret mis en musique par Simon Mayr en 1801 et Giuseppe Mosca en 1802 |
| 1805              | Il finto sordo                                    | Farsa comica in musica    | Giuseppe Farinelli            | Reprise du livret mis en musique par Ignazio Girace en 1804 sous le titre Il sordo |
| 1805              | Eraldo ed Emma                                    | Dramma eroico per musica  | Simon Mayr                    | |
| 1805              | Trionfo d’Emilia                                  | Dramma eroico per musica  | Stefano Pavesi                | |
| 1805              | Don Chisciotto de la Mancia                       | Dramma giocoso            | Pietro (Mercandetti) Generali | |
| 1805              | L’Amor coniugale                                  | Dramma di sentimento      | Simon Mayr                    | |
| 1805              | La roccia di Frauenstein                          | Melodramma eroi-comico    | Simon Mayr                    | |
| 1805              | Gli americani                                     | Melodramma eroico         | Simon Mayr                    | |
| 1806              | Attila                                            | Dramma serio per musica   | Giuseppe Farinelli            | |
| 1807              | Aristodemo                                        | Dramma eroica             | Stefano Pavesi                | Reprise du livret mis en musique par Simon Mayr en 1801 sous le titre Argene |
| 1807              | Trionfo d’Emilia                                  | Dramma eroico per musica  | António José Rego             | Reprise du livret mis en musique par Stefano Pavesi en 1805 |
| 1807              | I cherusci                                        | Melodramma eroico         | Stefano Pavesi                | |
| 1807              | Calliroe                                          | Melodramma eroico         | Giuseppe Farinelli            | |
| 1807              | Amor soldato                                      | Dramma giocoso per musica | Luigi Antonio Calegari        | |
| 1808              | I cherusci                                        | Melodramma eroico         | Simon Mayr                    | Reprise du livret mis en musique par Stefano Pavesi en 1807 |
| 1808              | La festa della rosa                               | Melodramma comico         | Stefano Pavesi                | |
| 1809              | Guerre in pace                                    | Farsa per musica          | N. Giuliani                   | |
| 1809              | Il trionfo delle belle                            | Dramma eroi-comico        | Stefano Pavesi                | |
| 1809              | Zilia                                             | Farsa in musica           | Carlo Mellara                 | |
| 1809              | I gauri                                           | Melodramma eroica         | Carlo Mellara                 | |
| 1809              | Ippolita, regina delle amazzoni                   | Melodramma eroica         | Stefano Pavesi                | |
| 1810              | Alzira                                            | Melodramma eroico         | Nicola Antonio Manfroce       | Reprise du livret mis en musique par Simon Mayr en 1805 sous le titre Gli americani |
| 1810              | Adelina                                           | Farsa giocosa per musica  | Pietro (Mercandetti) Generali | |
| 1810              | La cambiale di matrimonio                         | Farsa comica              | Gioachino Rossini             | |
| 1810              | Cecchina suonatrice di Ghironda                   | Melodramma comico         | Pietro (Mercandetti) Generali | |
| 1811              | L’amor figliale                                   | Melodramma di sentimento  | Simon Mayr                    | |
| 1811              | I solitarj                                        | Melodramma di sentimento  | Carlo Coccia                  | |
| 1811              | Idomeneo                                          | Melodramma eroico         | Giuseppe Farinelli            | |
| 1811              | Tre mariti                                        | Farsa comica in musica    | Giuseppe Mosca                | |
| 1812              | Ginevra di Scozia                                 | Dramma eroico per musica  | Vincenzo Pucitta              | Reprise du livret mis en musique par Simon Mayr en 1801, Giuseppe Mosca en 1802 et Marcos Portugal en 1805 |
| 1812              | I riti d'Efeso                                    | Dramma eroica             | Sebastiano Nasolini           | Reprise du livret mis en musique par Giuseppe Farinelli en 1803 |
| 1812              | Il qui pro quo                                    | Melodramma comico         | Ferdinando Orlandi            | |
| 1812              | Il finto Stanislao, re di Polonia                 | Melodramma comico         | Giuseppe Mosca                | |
| 1812              | Il marito imbarazzo                               | Farsa                     | Carlo Mellara                 | |
| 1812              | Teodoro                                           | Melodramma eroico         | Stefano Pavesi                | |
| 1813              | Tancredi                                          | Melodramma eroico         | Gioachino Rossini             | |
| 1813              | I baccanti                                        | Dramma per musica         | Ferdinando Paër               | |
| 1814              | Avviso al pubblico                                | Melodramma comico         | Giuseppe Mosca                | |
| 1814              | Il crescendo                                      |                           | Carlo Coccia                  | |
| 1814              | Trajano in Dacia                                  | Dramma eroico per musica  | Felice Blangini               | |
| 1814              | Evellina                                          | Melodramma eroico         | Carlo Coccia                  | |
| 1815              | La fedeltà conjugale                              | Dramma semiserio          | Antonio Brunetti              | |
| 1815              | La figlia dell’aria                               | Melodramma eroi-comico    | Ferdinando Paini              | |
| 1815              | Celanira                                          | Melodramma eroico         | Stefano Pavesi                | |
| 1815              | Clotilde                                          | Melodramma semi-serio     | Carlo Coccia                  | |
| 1815              | Zoraide                                           | Melodramma eroico         | Giuseppe Farinelli            | |
| 1816              | Il trionfo di Gusmano                             | Melodramma eroico         | Marcos Portugal               | Reprise du livret mis en musique par Simon Mayr en 1805 sous le titre Gli americani et par Nicola Antonio Manfroce en 1810 sous le titre Alzira                                                                                  |
| 1816              | I baccanti di Roma                                | Dramma per musica         | Pietro (Mercandetti) Generali | Reprise du livret mis en musique par Ferdinando Paër en 1813 sous le titre I baccanti |
| 1816              | Malvina                                           | Melodramma di sentimento  | Nicola Vaccai                 | |
| 1816              | Etelinda                                          | Melodramma semiserio      | Carlo Coccia                  | |
| 1817              | Romilda e Costanza                                | Melodramma semiserio      | Giacomo Meyerbeer             | |
| 1817              | Lanassa                                           | Melodramma eroico         | Simon Mayr                    | |
| 1817              | Adelaide e Comingio                               | Melodramma semi-serio     | Giovanni Pacini               | |
| 1818              | Il trionfo d’Emilia                               | Dramma eroico per musica  | Francesco Sampieri            | Reprise du livret mis en musique par Stefano Pavesi en 1805 et A. Rego en 1807 sous le titre Trionfo d’Emilia |
| 1818              | Etelinda                                          | Melodramma semiserio      | Peter Winter                  | Reprise du livret mis en musique par Carlo Coccia en 1816 |
| 1819              | La sposa fedele                                   | Melodramma semiserio      | Giovanni Pacini               | |
| 1819              | Emma di Resburgo                                  | Melodramma eroico         | Giacomo Meyerbeer             | |
| 1820              | Il conte di Lenosse                               | Melodramma eroico         | Giuseppe Nicolini             | |
| 1821              | Emma di Resburgo                                  | Melodramma eroico         | Filippo Celli                 | Reprise du livret mis en musique par Giacomo Meyerbeer en 1819 |
| 1821              | La festa da rosa                                  | Melodramma comico         | Carlo Coccia                  | Reprise du livret mis en musique par Stefano Pavesi en 1808 sous le titre La festa della rosa |
| 1821              | L’eroe di Lancastro                               | Melodramma serio          | Giuseppe Nicolini             | |
| 1821              | Maria Stuarda, regina di Scozia                   | Dramma serio per musica   | Saverio Mercadante            | |
| 1821              | Valmiro e Zaida                                   | Dramma per musica         | Francesco Sampieri            | |
| 1822              | Tebaldo e Isolina                                 | Melodramma eroico         | Francesco Morlacchi           | |
| 1823              | Semiramide                                        | Melodramma tragico        | Gioachino Rossini             | |
| 1824              | Ilda d’Avenel                                     | Melodramma eroico         | Francesco Morlacchi           | |
| 1824              | Il crociato in Egitto                             | Melodramma eroico         | Giacomo Meyerbeer             | |
| 1825              | Tre mariti                                        | Farsa comica in musica    | Gustavo Carulli               | Reprise du livret mis en musique par Giuseppe Mosca en 1811 |
| 1826              | La figlia dell’aria                               | Melodramma eroi-comico    | Manuel Garcia                 | Reprise du livret mis en musique par Ferdinando Paini en 1815 |
| 1826              | Il paria                                          | Melodramma tragico        | Michele Carafa                | |
| 1826              | Mitridate                                         | Melodramma eroico         | Giovanni Tadolini             | |
| 1827              | Giovanna d’Arco                                   | Melodramma romantico      | Nicola Vaccai                 | |
| 1828              | Ilda d’Avenel                                     | Melodramma eroico         | Giuseppe Nicolini             | Reprise du livret mis en musique par Francesco Morlacchi en 1824 |
| 1828              | I cavalieri di Valenza                            | Melodramma tragico        | Giovanni Pacini               | |
| 1828              | L’orfano della selva                              | Melodramma comico         | Carlo Coccia                  | |
| 1829              | L’eroe di Lancastro                               | Melodramma serio          | John Fane                     | Reprise du livret mis en musique par Giuseppe Nicolini en 1821 |
| 1830              | Isabella di Lara                                  | Melodramma tragico        | Alessandro Gandini            | Reprise du livret mis en musique par Giovanni Pacini en 1828 sous le titre I cavalieri di Valenza |
| 1830              | Maria di Brabante                                 | Melodramma eroico         | Albert Guillon                | |
| 1830              | Amore e mistero                                   | Melodramma comico         | Feliciano Strepponi           | |
| 1830              | La donna bianca di Avenello                       | Melodramma comico         | Stefano Pavesi                | |
| 1830              | Malek-Adel                                        | Melodramma eroico         | Giuseppe Nicolini             | |
| 1831              | Etelinda                                          | Melodramma semiserio      | A. Pellegrini                 | Reprise du livret mis en musique par Carlo Coccia en 1816 et Peter Winter en 1818 |
| 1831              | Fenella                                           | Melodramma                | Stefano Pavesi                | |
| 1831              | Beniowski                                         | Melodramma                | Pietro (Mercandetti) Generali | |
| 1831              | Chiara di Rosembergh                              | Melodramma                | Luigi Ricci                   | |
| 1831              | Enrico di Monfort                                 | Melodramma                | Carlo Coccia                  | |
| 1832              | Ivanhoe                                           | Melodramma                | Giovanni Pacini               | |
| 1833              | Maria di Brabante                                 | Melodramma eroico         | Alessandro Gandini            | Reprise du livret mis en musique par Albert Guillon en 1830 |
| 1833              | Gli Elvezi                                        | Melodramma                | Giovanni Pacini               | |
| 1833              | Irene                                             | Tragedia lirica           | Giovanni Pacini ?             | |
| 1834              | Ernani                                            | Melodramma (dramma serio) | Vincenzo Gabussi              | |
| 1835              | Malek-Adel                                        | Melodramma eroico         | Benedetto Bergonzi            | Reprise du livret mis en musique par Giuseppe Nicolini en 1830 |
| 1835              | Anna di Resburgo                                  | Melodramma eroico         | Carolina Uccelli              | Reprise du livret mis en musique par Giacomo Meyerbeer en 1819 et Filippo Celli en 1821 sous le titre Emma di Resburgo |
| 1835              | Che originali                                     | Farsa per musica          | Francesco Schira              | Reprise du livret mis en musique par Simon Mayr en 1798 |
| 1835              | Carlo di Borgogna                                 | Melodrammo romantico      | Giovanni Pacini               | |
| 1835              | La fidanzata delle isole                          | Melodrammo romantico      | Pietro Candio                 | |
| 1835              | Chiara di Montalbano in Francia                   | Melodramma semiserio      | Luigi Ricci                   | |
| 1836              | Os cavalleiros de Valenca                         | Melodramma tragico        | Francesco Schira              | Reprise du livret mis en musique par Giovanni Pacini en 1828 sous le titre I cavalieri di Valenza et Alessandro Gandini en 1830 sous le titre Isabella di Lara                                                                   |
| 1836              | Isabella di Lara                                  | Melodramma tragico        | Uranio Fontana                | Reprise du livret mis en musique par Giovanni Pacini en 1828 sous le titre I cavalieri di Valenza, Alessandro Gandini en 1830 sous le titre Isabella di Lara et Francesco Schira en 1836 sous le titre Os cavalleiros de Valenca |
| 1836              | Tre mariti                                        | Farsa comica in musica    | Giovanni Luigi Bazzoni        | Reprise du livret mis en musique par Giuseppe Mosca en 1811 et Gustavo Carulli en 1825 |
| 1837              | Il giuramento                                     | Melodramma                | Saverio Mercadante            | |
| 1837              | Iginia d’Asti                                     | Melodramma                | Samuele Levi                  | |
| 1837              | Il rapimento                                      | Melodramma comico         | Placido Mandanici             | |
| 1838              | Le nozze di Figaro                                | Melodramma comico         | Luigi Ricci                   | |
| 1838              | Le due illustri rivali                            | Melodramma                | Saverio Mercadante            | |
| 1838              | La prigione d’Edimburgo                           | Melodramma semiserio      | Federico Ricci                | |
| 1838              | Alisia di Rieux                                   | Melodramma                | Giuseppe Lillo                | |
| 1839              | L’orfano della selva                              | Melodramma comico         | N. Paoletti                   | Reprise du livret mis en musique par Carlo Coccia en 1828 |
| 1839              | Romilda                                           | Melodramma                | Ferdinand Hiller              | |
| 1839              | Rossane                                           | Melodramma                | Franz Schoberlechner          | |
| 1839              | Il bravo                                          | Melodramma                | Saverio Mercadante            | |
| 1840              | Giovanna II regina di Napoli                      | Melodramma                | Carlo Coccia                  | |
| 1840              | Ginevra degli Almieri                             | Melodramma                | Samuele Levi                  | |
| 1841              | Clemenza di Valois                                | Melodramma                | Vincenzo Gabussi              | |
| 1841              | Il proscritto                                     | Melodramma tragico        | Otto Nicolai                  | |
| 1841              | Maria Padilla                                     | Melodramma                | Gaetano Donizetti             | |
| 1842              | Linda di Chamounix                                | Melodramma                | Gaetano Donizetti             | |
| 1845              | Romilda                                           | Melodramma                | Pietro Gavazzeni              | Reprise du livret mis en musique par Ferdinand Hiller en 1839 |
| 1846              | Romea di Monfort                                  | Melodramma                | Carlo Pedrotti                | |
| 1847              | Velleda                                           | Melodramma                | Carlo Boniforti               | Reprise du livret mis en musique par Ferdinand Hiller en 1839 et Pietro Gavazzeni en 1845 sous le titre Romilda |
| 1851              | Il Lazzarone                                      | Melodramma comico         | Francesco Berger              | |
| 1852              | Il Lazzarone                                      | Melodramma comico         | Alberto Randegger             | Musique composée en collaboration avec Alberto Zelman. Reprise du livret mis en musique par Francesco Berger en 1851 |
| 1852              | Il perruchiere della reggenza                     | Melodramma comico         | Carlo Pedrotti                | |
| 1852              | Il marito e l’amante                              | Dramma comico             | Federico Ricci                | |
| 1853              | Il Lazzarone                                      | Melodramma comico         | Giuseppe Rota                 | Reprise du livret mis en musique par Francesco Berger en 1851 et par Alberto Randegger et Alberto Zelman en 1852 |
| 1853              | Il paniere d’amore                                | Melodramma comico         | Federico Ricci                | |
| 1854              | Amilda                                            | Melodramma                | Bartolomeo Prati              | Reprise du livret mis en musique par Ferdinand Hiller en 1839 et Pietro Gavazzeni en 1845 sous le titre Romilda et par Carlo Boniforti en 1847 sous le titre Velleda                                                             |
| 1854              | La donna bianca di Avenello                       | Melodramma comico         | Cesare Gallieri               | Reprise du livret mis en musique par Stefano Pavesi en 1830 |
| 1854              | Genoveffa del Brabante                            | Melodramma                | Carlo Pedrotti                | |
| 1856              | I Romani in Pompejano                             | Melodramma                | Giuseppe Rota                 | |
| 1859              | Il diavolo a quattro                              | Melodramma comico         | Luigi Ricci                   | |
| 1880              | Tancreda                                          | Dramma lirico             | Theodor Döhler (de)           | |

## Sources
- (it) Cet article est partiellement ou en totalité issu de l’article de Wikipédia en italien intitulé « Gaetano Rossi » (voir la liste des auteurs).

- (en) Cet article est partiellement ou en totalité issu de l’article de Wikipédia en anglais intitulé « Gaetano Rossi » (voir la liste des auteurs).